# ديك كوستر
ديك كوستر (بالهولندية: Dick Coster)‏ هو ربان ‏ هولندي، ولد في 19 يونيو 1946 في لايدن في هولندا.

## وصلات خارجية
- ديك كوستر على موقع الاتحاد الدولي للملاحة الشراعية (موقع جديد) (الإنجليزية)
- ديك كوستر على موقع الاتحاد الدولي للملاحة الشراعية (موقع قديم) (الإنجليزية)
- ديك كوستر على موقع اللجنة الأولمبية الدولية (الإنجليزية)
- ديك كوستر على موقع أوليمبيديا (الإنجليزية)